# Screen Actors Guild Awards 2020

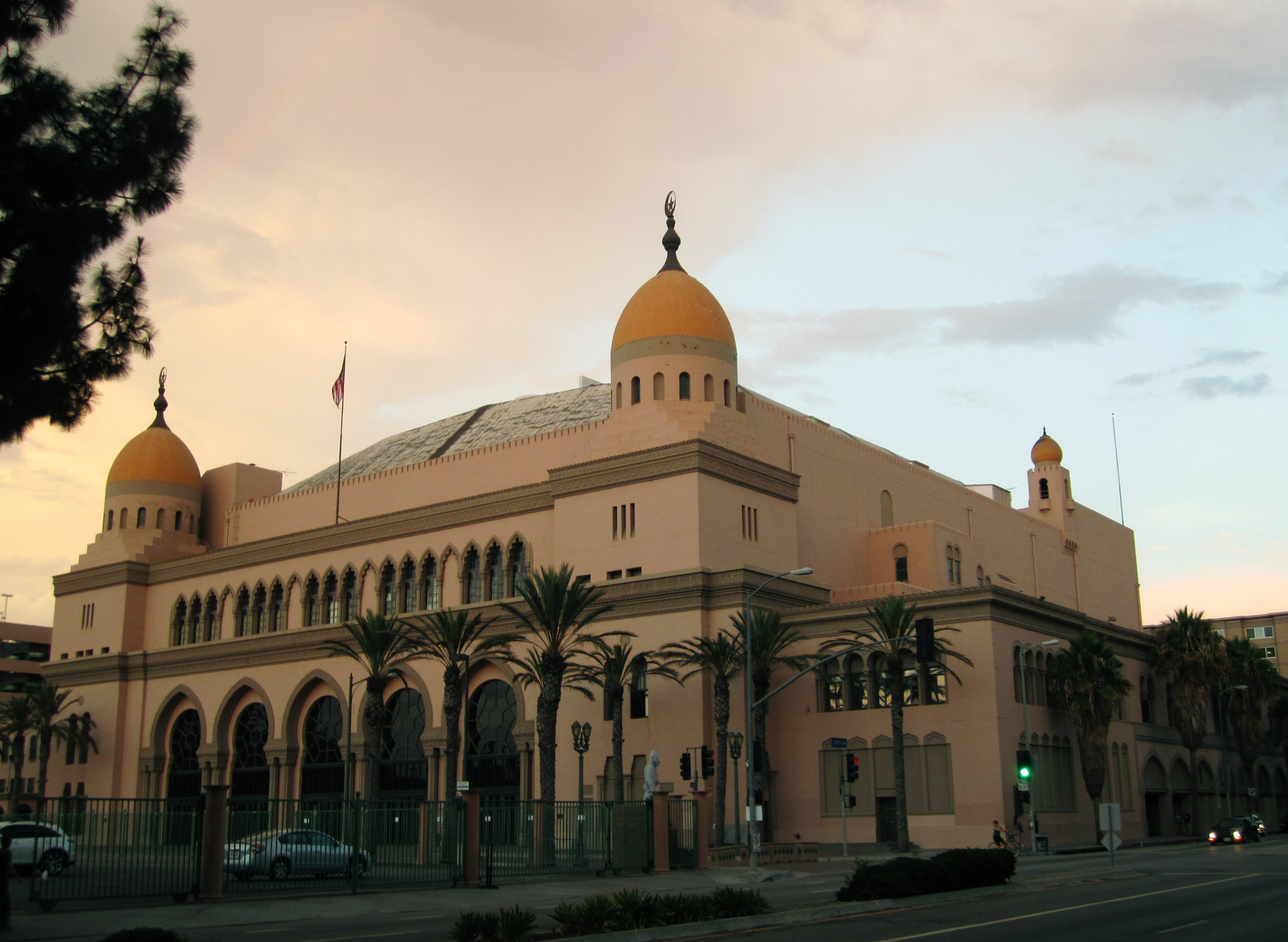
Das Shrine Exposition Center, Veranstaltungsort der Screen Actors Guild Awards 2020

Die 26. Verleihung der US-amerikanischen Screen Actors Guild Awards (englisch 26th Screen Actors Guild Awards), die die Screen Actors Guild (seit 2013 SAG-AFTRA) jedes Jahr in den Bereichen Film (6 Kategorien) und Fernsehen (9 Kategorien) vergibt, fand am 19. Januar 2020 im Shrine Exposition Center in Los Angeles statt. Die so genannten SAG Awards ehrten, im Gegensatz beispielsweise zum Golden Globe Award, nur Film-, Fernseh- und Ensembleschauspieler und gelten als Gradmesser für die bevorstehende Oscar-Verleihung. Gekürt wurden die Sieger von den Mitgliedern der Screen Actors Guild, der man angehören muss, um in den Vereinigten Staaten als Schauspieler zu arbeiten.
Die Nominierten waren am 11. Dezember 2019 im Silver Screen Theater des Pacific Design Centers in West Hollywood von den Schauspielerinnen America Ferrera und Danai Gurira bekanntgegeben worden. In den Vereinigten Staaten wurde die Verleihung live von den Kabelsendern TNT und TBS gezeigt. Anders als in den beiden Vorjahren gab es keinen festen Moderator.
Für sein Lebenswerk wurde der US-amerikanische Schauspieler Robert De Niro gewürdigt.

## Gewinner und Nominierte im Bereich Film
| Film                                | N | A |
| ----------------------------------- | - | - |
| Once Upon a Time in Hollywood       | 4 | 1 |
| Bombshell – Das Ende des Schweigens | 4 | 0 |
| The Irishman                        | 4 | 0 |
| Marriage Story                      | 3 | 1 |
| Joker                               | 2 | 1 |
| Jojo Rabbit                         | 2 | 0 |
| Le Mans 66 – Gegen jede Chance      | 2 | 0 |

### Bester Hauptdarsteller
Joaquin Phoenix – Joker
Christian Bale – Le Mans 66 – Gegen jede Chance (Ford v. Ferrari)
Leonardo DiCaprio – Once Upon a Time in Hollywood
Adam Driver – Marriage Story
Taron Egerton – Rocketman

### Beste Hauptdarstellerin
Renée Zellweger – Judy
Cynthia Erivo – Harriet – Der Weg in die Freiheit (Harriet)
Scarlett Johansson – Marriage Story
Lupita Nyong’o – Wir (Us)
Charlize Theron – Bombshell – Das Ende des Schweigens (Bombshell)

### Bester Nebendarsteller
Brad Pitt – Once Upon a Time in Hollywood
Jamie Foxx – Just Mercy
Tom Hanks – Der wunderbare Mr. Rogers (A Beautiful Day in the Neighborhood)
Al Pacino – The Irishman
Joe Pesci – The Irishman

### Beste Nebendarstellerin
Laura Dern – Marriage Story
Scarlett Johansson – Jojo Rabbit
Nicole Kidman – Bombshell – Das Ende des Schweigens (Bombshell)
Jennifer Lopez – Hustlers
Margot Robbie – Bombshell – Das Ende des Schweigens (Bombshell)

### Bestes Schauspielensemble in einem Film
Parasite (기생충, Gisaengchung)

Cho Yeo-jeong, Choi Woo-shik, Jang Hye-jin, Jeong Ji-so, Jung Hyun-joon, Lee Jung-eun, Lee Sun-kyun, Park Myung-hoon, Park So-dam und Song Kang-ho
Bombshell – Das Ende des Schweigens (Bombshell)
Connie Britton, Allison Janney, Nicole Kidman, John Lithgow, Malcolm McDowell, Kate McKinnon, Margot Robbie und Charlize Theron
The Irishman
Bobby Cannavale, Robert De Niro, Stephen Graham, Harvey Keitel, Al Pacino, Anna Paquin, Joe Pesci und Ray Romano
Jojo Rabbit
Alfie Allen, Roman Griffin Davis, Scarlett Johansson, Thomasin McKenzie, Stephen Merchant, Sam Rockwell, Taika Waititi und Rebel Wilson
Once Upon a Time in Hollywood
Austin Butler, Julia Butters, Bruce Dern, Leonardo DiCaprio, Dakota Fanning, Emile Hirsch, Damian Lewis, Mike Moh, Timothy Olyphant, Al Pacino, Luke Perry (postum), Brad Pitt, Margaret Qualley und Margot Robbie

### Bestes Stuntensemble in einem Film
Avengers: Endgame
Le Mans 66 – Gegen jede Chance (Ford v. Ferrari)
The Irishman
Joker
Once Upon a Time in Hollywood

## Gewinner und Nominierte im Bereich Fernsehen
| Serie/Film                                | N | A |
| ----------------------------------------- | - | - |
| The Marvelous Mrs. Maisel                 | 4 | 2 |
| Game of Thrones                           | 3 | 2 |
| The Crown                                 | 3 | 1 |
| Fleabag                                   | 3 | 1 |
| The Morning Show                          | 3 | 1 |
| The Kominsky Method                       | 3 | 0 |
| Stranger Things                           | 3 | 0 |
| Fosse/Verdon                              | 2 | 2 |
| The Act                                   | 2 | 0 |
| Barry                                     | 2 | 0 |
| Chernobyl                                 | 2 | 0 |
| The Handmaid’s Tale – Der Report der Magd | 2 | 0 |
| Schitt’s Creek                            | 2 | 0 |

### Bester Darsteller in einem Fernsehfilm oder Miniserie
Sam Rockwell – Fosse/Verdon
Mahershala Ali – True Detective
Russell Crowe – The Loudest Voice
Jared Harris – Chernobyl
Jharrel Jerome – When They See Us

### Beste Darstellerin in einem Fernsehfilm oder Miniserie
Michelle Williams – Fosse/Verdon
Patricia Arquette – The Act
Toni Collette – Unbelievable
Joey King – The Act
Emily Watson – Chernobyl

### Bester Darsteller in einer Dramaserie
Peter Dinklage – Game of Thrones
Sterling K. Brown – This Is Us – Das ist Leben (This Is Us)
Steve Carell – The Morning Show
Billy Crudup – The Morning Show
David Harbour – Stranger Things

### Beste Darstellerin in einer Dramaserie
Jennifer Aniston – The Morning Show
Helena Bonham Carter – The Crown
Olivia Colman – The Crown
Jodie Comer – Killing Eve
Elisabeth Moss – The Handmaid’s Tale – Der Report der Magd (The Handmaid’s Tale)

### Bester Darsteller in einer Comedyserie
Tony Shalhoub – The Marvelous Mrs. Maisel
Alan Arkin – The Kominsky Method
Michael Douglas – The Kominsky Method
Bill Hader – Barry
Andrew Scott – Fleabag

### Beste Darstellerin in einer Comedyserie
Phoebe Waller-Bridge – Fleabag
Christina Applegate – Dead to Me
Alex Borstein – The Marvelous Mrs. Maisel
Rachel Brosnahan – The Marvelous Mrs. Maisel
Catherine O’Hara – Schitt’s Creek

### Bestes Schauspielensemble in einer Dramaserie
The Crown

Marion Bailey, Helena Bonham Carter, Olivia Colman, Charles Dance, Ben Daniels, Erin Doherty, Charles Edwards, Tobias Menzies, Josh O’Connor, Sam Phillips, David Rintoul und Jason Watkins
Big Little Lies
Iain Armitage, Darby Camp, Chloe Coleman, Cameron Crovetti, Nicholas Crovetti, Laura Dern, Martin Donovan, Merrin Dungey, Crystal Fox, Ivy George, Nicole Kidman, Zoë Kravitz, Kathryn Newton, Jeffrey Nordling, Denis O’Hare, Adam Scott, Alexander Skarsgård, Douglas Smith, Meryl Streep, James Tupper, Robin Weigert, Reese Witherspoon und Shailene Woodley
Game of Thrones
Alfie Allen, Pilou Asbæk, Jacob Anderson, John Bradley-West, Gwendoline Christie, Emilia Clarke, Nikolaj Coster-Waldau, Ben Crompton, Liam Cunningham, Joseph Dempsie, Peter Dinklage, Richard Dormer, Nathalie Emmanuel, Jerome Flynn, Iain Glen, Kit Harington, Lena Headey, Isaac Hempstead-Wright, Conleth Hill, Kristofer Hivju, Rory McCann, Hannah Murray, Staz Nair, Daniel Portman, Bella Ramsey, Richard Rycroft, Sophie Turner, Carice van Houten, Rupert Vansittart und Maisie Williams
The Handmaid’s Tale – Der Report der Magd (The Handmaid’s Tale)
Alexis Bledel, Madeline Brewer, Amanda Brugel, Ann Dowd, O. T. Fagbenle, Joseph Fiennes, Kristen Gutoskie, Nina Kiri, Ashleigh LaThrop, Elisabeth Moss, Yvonne Strahovski, Bahia Watson, Bradley Whitford und Samira Wiley
Stranger Things
Millie Bobby Brown, Cara Buono, Jake Busey, Natalia Dyer, Cary Elwes, Priah Ferguson, Brett Gelman, David Harbour, Maya Hawke, Charlie Heaton, Andrey Ivchenko, Joe Keery, Gaten Matarazzo, Caleb McLaughlin, Dacre Montgomery, Michael Park, Francesca Reale, Winona Ryder, Noah Schnapp, Sadie Sink und Finn Wolfhard

### Bestes Schauspielensemble in einer Comedyserie
The Marvelous Mrs. Maisel

Caroline Aaron, Alex Borstein, Rachel Brosnahan, Marin Hinkle, Stephanie Hsu, Joel Johnstone, Jane Lynch, LeRoy McClain, Kevin Pollak, Tony Shalhoub, Matilda Szydagis, Brian Tarantina (postum) und Michael Zegen
Barry
Nikita Bogolyubov, Darrell Britt-Gibson, D’Arcy Carden, Andy Carey, Anthony Carrigan, Troy Caylak, Rightor Doyle, Patricia Fa’asua, Alejandro Furth, Sarah Goldberg, Nick Gracer, Bill Hader, Kirby Howell-Baptiste, Michael Irby, John Pirruccello, Stephen Root und Henry Winkler
Fleabag
Sian Clifford, Olivia Colman, Brett Gelman, Bill Paterson, Andrew Scott und Phoebe Waller-Bridge
The Kominsky Method
Jenna Lyng Adams, Alan Arkin, Sarah Baker, Casey Thomas Brown, Michael Douglas, Lisa Edelstein, Paul Reiser, Graham Rogers, Jane Seymour, Melissa Tang und Nancy Travis
Schitt’s Creek
Chris Elliott, Emily Hampshire, Daniel Levy, Eugene Levy, Sarah Levy, Dustin Milligan, Annie Murphy, Catherine O’Hara, Noah Reid, Jennifer Robertson und Karen Robinson

### Bestes Stuntensemble in einer Fernsehserie
Game of Thrones
GLOW
Stranger Things
The Walking Dead
Watchmen

## Preis für das Lebenswerk
Robert De Niro